# 辛克萊爾維爾 (紐約州)
辛克萊爾維爾（英語：Sinclairville）是位於美國紐約州學托擴縣的村。

## 人口
根據2020年美國人口普查的數據，辛克萊爾維爾的面積為4.21平方千米，皆為陸地。當地共有人口578人，而人口密度為每平方千米137人。